# Amt Eldenburg Lübz
L'Amt Eldenburg Lübz est un Amt de l'arrondissement de Ludwigslust-Parchim dans le land de Mecklembourg-Poméranie-Occidentale, au nord de l'Allemagne.

## Communes
1. Gallin-Kuppentin (478)
2. Gehlsbach  (497)
3. Gischow (252)
4. Granzin (477)
5. Kreien (398)
6. Kritzow (457)
7. Lübz, ville * (6 008)
8. Marnitz (755)
9. Passow (692)
10. Siggelkow (901)
11. Suckow (535)
12. Tessenow (604)
13. Werder (391)